# 马里奥诺斯特劳
马里奥诺斯特劳，是匈牙利佩斯州所辖的一个村。总面积20.26平方公里，总人口925，人口密度45.7人/平方公里（2011年1月1日）。